# Глен Виктор Сутанто
Глен Виктор Сутанто (инд. Glenn Victor Sutanto; Бандунг, 7. новембар 1989) индонезијски је пливач чија специјалност су спринтерске трке делфин и леђним стилом.

## Спортска каријера
Први значајнији резултат на међународним такмичењима Сутанто је остварио 2007. на Тајланду, на играма Југоисточне Азије, где је освојио и прве медаље у каријери, злата у тркама на 100 делфин и 4×100 мешовито.
Године 2015. дебитовао је на светским првенствима, а у руском Казању, који је био домаћин светског првенства те године, Сутанто се такмичио у обе спринтерске трке делфин стилом, али без неког значајнијег резултата. Сличне резултате остварио је и на наредна два првенства, у Будимпешти 2017. и Квангџуу 2019. године.
Сутанто је био део олимпијског тима Индонезије на ЛОИ 2016. у Рију где је наступио у трци на 100 делфин коју је окончао на укупно 35. месту у квалификацијама.